# Merry Christmas, Mr. Lawrence
Merry Christmas, Mr. Lawrence (Japans: Senjō no Merī Kurisumasu (戦場のメリークリスマス)) in veel Europese landen beter bekend onder de titel Furyo is een Japans/Amerikaanse film uit 1983 over Britse, Australische en Nederlandse krijgsgevangenen in een Japans kamp op Java, met onder meer David Bowie, Tom Conti, Ryuichi Sakamoto, Jack Thompson, Takeshi Kitano en Yuya Uchida. De film werd geregisseerd door Nagisa Oshima en geproduceerd door Jeremy Thomas. Het scenario van Nagisa Oshima en Paul Mayersberg is gebaseerd op de roman The Seed and the Sower (1963) waarin Laurens van der Post zijn ervaringen als krijgsgevangene tijdens de Tweede Wereldoorlog beschreef.
Hoofdrolspeler Ryuichi Sakamoto schreef tevens de filmmuziek. Het thema "Forbidden Colours", gezongen door David Sylvian, werd een internationale hit.

## Verhaal
In een Japans krijgsgevangenenkamp op Java (Nederlands-Indië) probeert kolonel John Lawrence in 1942 het contact te onderhouden tussen de gevangenen en de Japanse bewakers. In het kamp bevinden zich Britse en Nederlandse krijgsgevangenen die door de Japanse soldaten worden gemarteld en vernederd. Lawrence heeft vooral te maken met de wrede sergeant Hara, die aan de andere kant ook weer opvallend menselijk kan zijn, en de jonge kampcommandant kapitein Yonoi. Yonoi voelt zich aangetrokken tot een van de gevangenen, Jack Celliers. De Japanse kapitein voelt zich hierdoor zeer onbehagelijk want de Japanners treden zeer resoluut en wreed op tegen alle vormen van homoseksualiteit. Zo dwingen zij een Koreaanse soldaat tot het plegen van seppuku, omdat hij op homoseksuele handelingen met een Nederlandse krijgsgevangene is betrapt.

Yonoi maakt zichzelf wijs dat Celliers een verwante geest is, die net als hij in zijn eer is aangetast. Yonoi heeft namelijk door omstandigheden niet kunnen deelnemen aan het 26 februari incident, de opstand van zijn mede-officieren in Tokio in 1936. Zijn kameraden zijn indertijd geëxecuteerd en Yonoi lijdt nog altijd onder het feit dat hij niet bij hen was.

Celliers heeft inderdaad een pijnlijk geheim uit zijn jeugd op een Britse kostschool te verbergen, maar meer dan Yonoi beseft hij dat homoseksualiteit wel degelijk een rol speelt.
Het komt tot een climax als sergeant Hara tijdens de afwezigheid van Yonoi op kerstavond de discipline laat verslappen. De woedende Yonoi laat de volgende dag alle gevangenen aantreden, maar voor hij iets kan zeggen loopt Celliers naar hem toe en kust hem op de wang. De geschokte Yonoi trekt zijn zwaard en wil Celliers onthoofden. Hij is echter zo verward dat hij flauwvalt. Zijn soldaten slaan vervolgens Celliers in elkaar. Yonoi wordt overgeplaatst en de nieuwe kampcommandant treedt meteen op. Hij laat Celliers tot zijn nek ingraven en een gruwelijk langzame dood sterven.
In augustus 1945 is de Tweede Wereldoorlog ten einde en bezoekt kolonel Lawrence een gevangenis van de geallieerden. Sergeant Hara is daar opgesloten. Hij zal de volgende dag worden geëxecuteerd wegens oorlogsmisdaden. Hara is echter vrolijk en praat met Lawrence over de oorlog. Hij vertelt dat Yonoi is gesneuveld. Als Lawrence afscheid neemt herinnert Hara hem aan kerstavond '42 en roept hem na: "Merry Christmas, mister Lawrence".

## Rolverdeling
| Acteur            | Personage                              |
| ----------------- | -------------------------------------- |
| David Bowie       | Majoor Jack 'Strafer' Celliers         |
| Tom Conti         | Kolonel John Lawrence                  |
| Ryuichi Sakamoto  | Kapitein Yonoi                         |
| Takeshi Kitano    | Sergeant Gengo Hara                    |
| Jack Thompson     | Kapitein Hicksley                      |
| Johnny Okura      | Kanemoto                               |
| Alistair Browning | De Jong                                |
| James Malcolm     | Celliers' broertje                     |
| Chris Broun       | Celliers op 12-jarige leeftijd         |
| Yuya Uchida       | Commandant van de militaire gevangenis |
| Ryunosuke Kaneda  | Rechtbankpresident                     |
| Takashi Naitô     | Luitenant Iwata                        |
| Tamio Ishikura    | Aanklager                              |
| Rokko Toura       | Tolk                                   |
| Kan Mikami        | Luitenant Ito                          |

## Achtergrond

### Acteurs
Voor de hoofdrollen werden twee popsterren ingezet. David Bowie speelde John Celliers en Ryuichi Sakamoto nam de rol van kapitein Yonoi voor zijn rekening. Regisseur Oshima besloot David Bowie voor de rol van Celliers te selecteren nadat hij de zanger/acteur had gezien in de Broadwayproductie The Elephant Man. Anders dan in de gelijknamige film uit 1980, waarin John Hurt de rol van Elephant Man speelt, was Bowie op het toneel niet voorzien van zware make-up, maar maakte hij gebruik van allerlei houdingen om de vervormingen van zijn personage aan te geven.

Voor de rol van kapitein Yonoi had Oshima aanvankelijk acteur/musicus Kenji Sawada gevraagd. Deze moest echter afhaken vanwege een tournee. Oshima overwoog toen Tomokazu Miura, maar voor hij die kon vragen zag hij een foto van Sakamoto. Hij herkende meteen het androgyne uiterlijk dat hem ook bij Bowie en Sawada was opgevallen. Oshima liet Miura vallen en contracteerde Sakamoto, die vervolgens ook de muziek voor de film componeerde. (Hij zou deze prestatie nog een keer herhalen voor de film The Last Emperor.)

### Opnames
De opnames voor de film werd grotendeels gemaakt in Nieuw-Zeeland. Tijdens de opnames waren er voortdurend tolken aanwezig om de Engels-Japanse acteurs bij te staan. Oshima liet Sakamoto het personage van Yonoi modelleren naar de Japanse schrijver Yukio Mishima, terwijl Bowie Lawrence of Arabia als rolmodel kreeg. Zowel Lawrence als Mishima waren homoseksueel, maar brachten een belangrijk deel van hun leven door met het onderdrukken van hun homoseksualiteit. De kus van Celliers wordt extra benadrukt door de vertraagde opname. Dit was echter geen briljante ingeving van regisseur Oshima, maar het gevolg van een defecte camera die haperde tijdens de opname. Tom Conti werd aangetrokken voor de rol van kolonel John Lawrence. In de film spreekt zijn personage vloeiend Japans, maar Conti zelf sprak geen woord van deze taal. Elke keer moest hij zijn tekst fonetisch leren uitspreken om de indruk te wekken dat hij de taal machtig was. Zijn personage is gebaseerd op Laurens van der Post die tijdens een geheime missie op Java krijgsgevangen werd gemaakt. Net als kolonel Lawrence sprak Van der Post vloeiend Japans.